# Amselfeld-Rede
Als Amselfeld-Rede wird die Rede des serbischen Präsidenten Slobodan Milošević bezeichnet, die dieser anlässlich der Gedächtnisfeier zum 600. Jahrestag der Schlacht auf dem Amselfeld am 28. Juni 1989, dem Vidovdan, auf dem historischen Schauplatz der Schlacht in Gazimestan vor einem Millionenpublikum hielt.
Milioševićs Rede fand an dem bei den Serben populären religiösen, nationalen und Volksfeiertag statt, der in der serbischen Tradition in enger historischer und mythisch überhöhter Verbindung zum Kosovo Polje (Amselfeld) steht. Die Rede wird oft als wesentlicher Schritt auf dem Weg in die Jugoslawienkriege der 1990er Jahre gewertet. Westliche Medien hatten die Amselfeld-Rede vor und während des Kosovo-Krieges als Beleg für eine militant nationalistische Gesinnung oder Politik Miloševićs angeführt. Diese Interpretation der Rede wurde in der öffentlichen Diskussion allerdings angezweifelt und als bewusste Täuschung verurteilt. Unabhängig von der umstrittenen Auslegung ist es insbesondere bei der auszugsweisen Veröffentlichung der übersetzten Rede durch die Frankfurter Allgemeine Zeitung zu stark sinnentstellenden Darstellungen des Originalwortlautes gekommen.

## Vorgeschichte und Hintergrund

### Historischer und mythischer Hintergrund der Vidovdan-Feier: der Kosovo-Mythos
Die Schlacht auf dem Amselfeld wurde zu ihrer mehrhundertfachen Jährung 1989 auch in der westlichen Wissenschaft in engen Zusammenhang mit dem kulturell bedeutenden Kosovo-Mythos gestellt. So nennt Norman Naimark, Professor für Osteuropastudien, der zusammen mit Wayne S. Vucinich für den 2. und 3. Juni 1989 Konferenzen zum 600-jährigen Jubiläum und in feierlichem Gedenken der Schlacht auf dem Amselfeld an der Stanford University in Kalifornien organisiert hatte, als Hintergrund für diese Feier in Stanford den Kosovo-Zyklus, der nicht nur eines der größten epischen Gedichte der Weltgeschichte, sondern auch einen Höhepunkt der serbischen Kultur darstelle. Für das Verständnis der Feste im Zusammenhang mit der Schlacht auf dem Amselfeld und für die Einordnung und Bewertung der Inhalte der Amselfeldrede von 1989 ist somit eine genauere Kenntnis von Wesen und Wandel des Kosovo-Mythos (auch: Amselfeld-Mythos) von entscheidender Bedeutung, der einen zentralen Bestandteil der serbischen nationalen Mythologie bildet, und dessen Entstehung bereits unmittelbar mit der Schlacht auf dem Amselfeld begann:

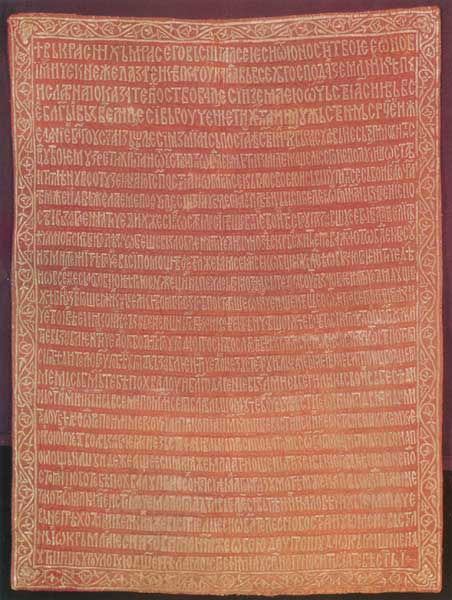
Lobpreisung des Fürsten Lazar – die um 1402 von Jefimija verfasste und als Totentuch für die Kopf-Reliquie Lazars ausgeführte Goldstickerei auf roter Seide preist Lazar als christlichen „Märtyrer“ für die „Wahl des himmlischen Königreichs“ und Tötung des Feindes der Christen (Murad I.) und gilt als frühestes lyrisches Zeugnis in kirchenslawischer Schrift serbischer Redaktion

Wohl schon mit der Schlacht an der Mariza 1371 hatte sich dem Osmanischen Reich der Weg zur Eroberung des Balkans geöffnet. Bei der Schlacht auf dem Amselfeld vom 28. Juni 1389 behauptete ein osmanisches Heer, persönlich befehligt von dem von seinen Söhnen Bayezid I. und Yakub begleiteten Sultan Murad I., das Schlachtfeld gegen ein christliches Heer, dessen serbische Truppen von den serbischen Fürsten Lazar Hrebeljanović und Vuk Branković geführt wurden. Dem christlichen Heer standen von Vlatko Vuković angeführte Männer des bosnischen Königs Tvrtko I. und möglicherweise einige albanische Kontingente unter Lazars Flagge sowie Söldner aus verschiedenen Teilen der Region zur Seite. Sowohl Lazar als Führer der Christen als auch Sultan Murad I. als Führer der gegnerischen Muslime kamen in der Schlacht zu Tode. In der Folge ordnete sich Lazars Nachfolger Stefan Lazarević dem Nachfolger Murads, Bayezid I., als Vasall unter.
Laut Tim Judah gibt es in der gesamten europäischen Geschichte keinen vergleichbaren Fall für den Effekt, den der Kosovo nach der Schlacht auf dem Amselfeld auf die „nationale Psyche der Serben“ ausgeübt hat. Wenn es auch im 15. bis 17. Jahrhundert in der Region zu einer kulturellen Blüte unter osmanischer Herrschaft kam, so zeichneten doch religiöse Legenden in kirchlichem und dynastischem Interesse das Bild einer katastrophalen Niederlage gegenüber den „Gottlosen“, während sich in den Sagen vermutlich die Lebenswelt des 18. und 19. Jahrhunderts niederschlug, als Militärwesen, Wirtschaft und Verwaltung im osmanischen Reich zunehmend überfordert waren und die Steuerbelastung der Bevölkerung anstieg.
Etwa ein Jahr nach der Schlacht wurden die Gebeine Lazars in das Kloster Ravanica überführt, und erste kirchliche Texte („Legenden“) verherrlichten den zum Heiligen erklärten Fürsten. Diese Legenden sollten zunächst dazu beitragen, der Öffentlichkeit eine theologische Erklärung für die Niederlage der Christen gegen die „Gottlosen“ zu geben und die Herrschaft der Dynastie Lazars und somit auch den Einfluss der mit dieser Dynastie koalierenden orthodoxen Kirche zu sichern. Nachdem die Dynastie der Lazarevći geendet hatte, ging es der Kirche darum, die Reichsidee zu retten, an die sie gebunden war. Wie volkstümlich diese Legenden über die Jahrhunderte waren und ob es neben den kirchlichen Texten auch mündliche Varianten („Sagen“) gab, ist unbekannt, da darüber erst im 19. Jahrhundert Quellen vorliegen.

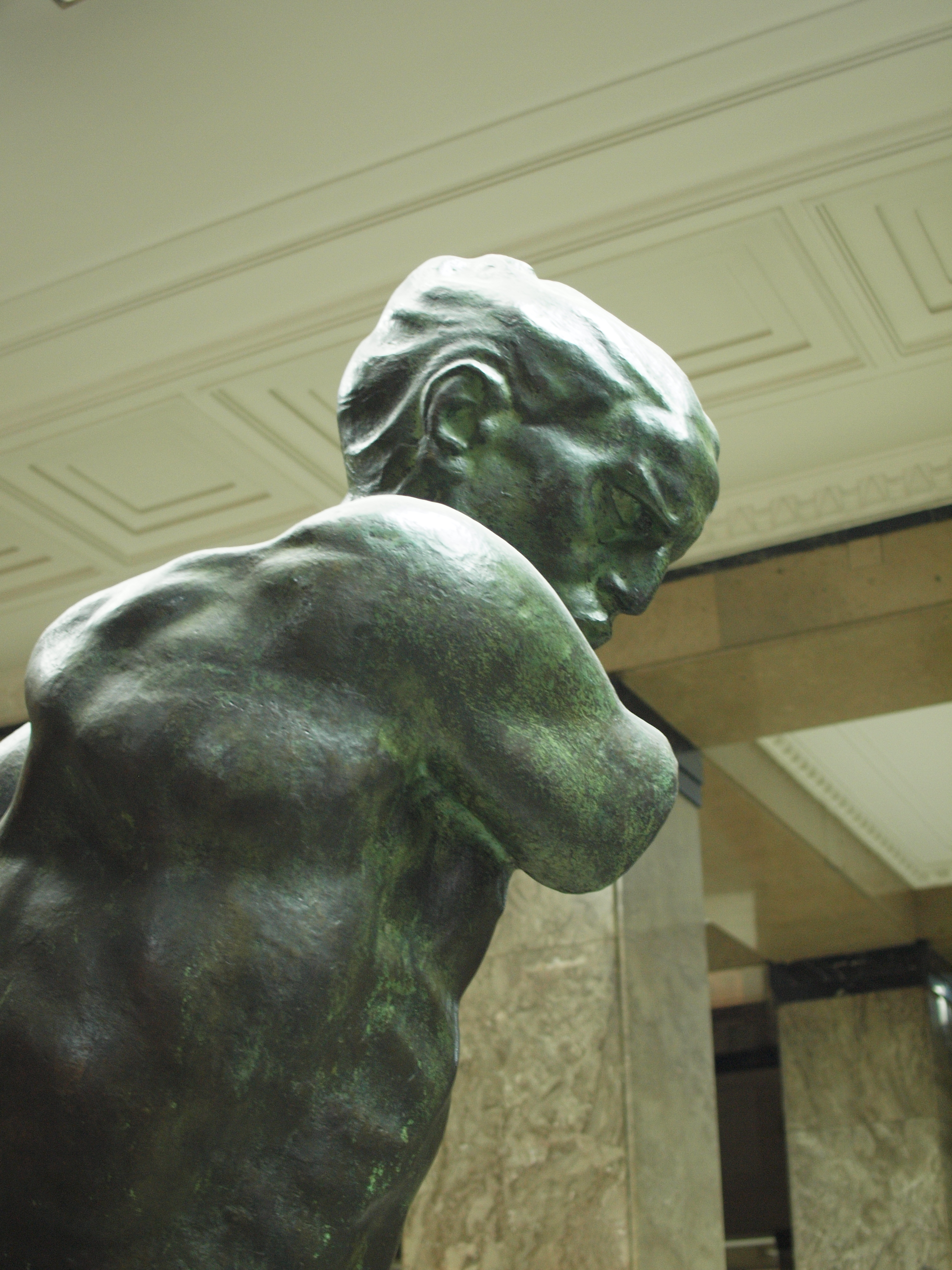
Plastik des Miloš Obilić von Ivan Meštrović als Bestandteil seines Amselfeldzyklus geschaffen. 1908, heute im Serbischen Nationalmuseum Belgrad

Aus dem in den kirchlichen Legenden beschworenen Märtyrertod entwickelte sich später das mythische Bild der „Wahl des himmlischen Königreichs“, die Wahl zwischen ehrenvollem Tod und Leben in Schande als Bestandteil des Kosovo-Mythos', mit dem eine als militärische Niederlage empfundene Schlacht als transzendenter Sieg aufgefasst wurde. In den als Erzählungen oder Lieder vor allem seit dem 18. und 19. Jahrhundert erhaltenen Sagen steht Miloš Obilić (auch: Kobilić) als mutmaßlicher Mörder von Murad I. im Vordergrund, oft als ein zu Unrecht vor den Seinen beschuldigter Adliger, der heldenhaft mit List bis vor den Sultan kommt, ihn tötet und so seine Ehre wiederherstellt. Dem „Helden“ Miloš stellen die Sagen den „Verräter“, Fürst Vuk Branković, gegenüber, der unritterlich seine eigenen Interessen dem Opfertod gegen die „Ungläubigen“ vorgezogen habe.

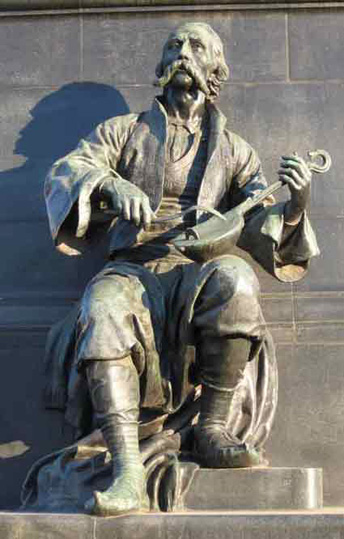
Der blinde epische Poet und Guslar Filip Višnjić als Teil des zur 500-Jahr-Feier der Schlacht auf dem Amselfeld 1889 begründeten und 1904 von Đorđe Jovanović fertiggestellten Heldendenkmals in Kruševac

Im 19. Jahrhundert, der Epoche der europäischen Nationalstaatenbildung und des zunehmenden Zerfalls des Osmanischen Reichs, wandelten sich die Legenden und Sagen mit dem Kosovo-Motiv zu einem nationalen Mythos, wie im Bergkranz des Njegoš, der als Mittel zum Kampf für die Einigung der montenegrinischen Stämme gegen innere Widerstände konzipiert wurde. Dabei wurde der Befreiungskampf gegen die Osmanen einer manichäischen Teilung der Welt in die Kräfte des „Guten“ und des „Bösen“ untergeordnet, und die treibende Kraft für den Kampf wurde nun, anders als etwa in der Griechischen Tragödie, das Volk selbst. Dieses Epos hatte einen enormen nationalpolitischen Erfolg. Die Menschen wuchsen mit seinen Versen auf, die sie besser als das Vaterunser gekannt haben sollen, und der Kosovo-Mythos setzte sich über Generationen fort. Ausgehend vom „Bergkranz“ wurde der „Kosovo-Schwur“, als bewusste Entscheidung für das himmlische Reich, die ganze zweite Hälfte des 19. Jahrhunderts über institutionalisiert. Heldentod, „himmlisches Reich“ und notwendig kommendes „irdisches Reich“ (der Nationalstaat) wurden eng miteinander verknüpft. Die Niederschrift des Epos half der entstehenden Nation mit seiner vereinenden Wirkung, den Aufbau eines montenegrinischen Staates gegen die bürgerkriegsartigen Aufstände der Stammesführer durchzusetzen, die wie schon unter den Osmanen Widerstand gegen die Einführung von Steuererhebungen leisteten. Nach der inneren Stabilisierung entwickelte sich Montenegro zu einem Zentrum der Einigung des Serbentums, wie es später dann Serbien für die Einigung der Südslawen Jugoslawiens werden sollte (Serbien als „Piemont der Südslawen“).
Serbien war als kleiner Staat um die Mitte des 19. Jahrhunderts in Gefahr, von den umgebenden Großmächten einverleibt zu werden, also von dem Habsburger und von dem Russischen Reich. Es herrschte die Meinung vor, dass es sich bei großen Teilen der Südslawen um Serben handeln würde. Während die Präsenz und Stärke des Habsburger Reiches eine Expansion Serbiens nach Norden und Westen verhinderte, richtete die Regierung ihr Interesse nach Süden, unter anderem auf den Kosovo („Altserbien“), wodurch der Kosovo-Mythos nach und nach auch für den serbischen Staat eine zentrale Bedeutung erhielt. Auch die Ersetzung des Monarchen in seiner Rolle als Souverän durch das Volk verstärkte das nationale Interesse am Kosovo-Mythos, der es dem Volk erleichterte, sich und seine Werte in Abgrenzung zu „den Türken“, allgemein zu „den Muslimen“ und nach und nach im Besonderen zu „den Albanern“ selbst zu definieren. Einen Höhepunkt erreichte die serbische nationalistische Mobilisierung der Bevölkerung 1889 zur 500-Jahr-Feier der Schlacht auf dem Amselfeld und übersprang dabei auch die bestehenden Staatsgrenzen. Eine große Feier samt Requiem für die Gefallenen auf dem Amselfeld fand in Belgrad statt. Der König engagierte sich zu Ehren der Helden der Schlacht auf dem Amselfeld sowohl beim Bau eines Denkmals in Kruševac als auch bei einer Pulverkammer, die dem Kampf gegen die „Türken“ dienen sollte. Die Feiern rückten die Befreiung des Kosovo ins Zentrum der nationalen Wünsche und beschworen die Einheit aller Serben, unter welcher Herrschaft sie auch lebten. Die Verbreitung von Liedern, Gedichten, Bildern und ausführlichen Schilderungen in Druckerzeugnissen wie Kalendern, Almanachen und Zeitschriften verstärkte die Popularisierung des Kosovo-Mythos.
Der Kosovo-Mythos verband sich dabei mit dem parallel zu ihm entwickelten Kult des Heiligen Veit, an dessen Feiertag, dem 15. Junijul. / 28. Junigreg., die orthodoxe Kirche schon kurz nach der Schlacht auf dem Amselfeld den kanonisierten Fürsten Lazar verehrte. Seit den sechziger Jahren des 19. Jahrhunderts nahm die Popularität des Veitstags (Vidovdan) stark zu, an dem der Helden und Gott (in dieser Reihenfolge) gedacht werden sollte. Am Vidovdan 1876 wurde dem Osmanischen Reich der Krieg (Erster Serbisch-Osmanischer Krieg) erklärt. Am Vidovdan 1881 unterzeichnete Čedomilj Mijatović die Geheimkonvention mit der Habsburger Monarchie, mit der Milan IV. (ab 1882 Milan I.) gegen Verzicht eigenständiger Außenpolitik österreichische Unterstützung für seine Dynastie und für eine mögliche Gebieterweiterung nach Süden erhielt. Ab 1890 wurde der Vidovdan offiziell als Feiertag verzeichnet, an dem „der serbischen Krieger gedacht wird, die für den Glauben und das Vaterland gefallen sind“. Bis zum Ende des Zweiten Weltkrieges markierte der Vidovdan auch das Ende des Schuljahres, an dem den besten Schülern Preise verliehen wurden.

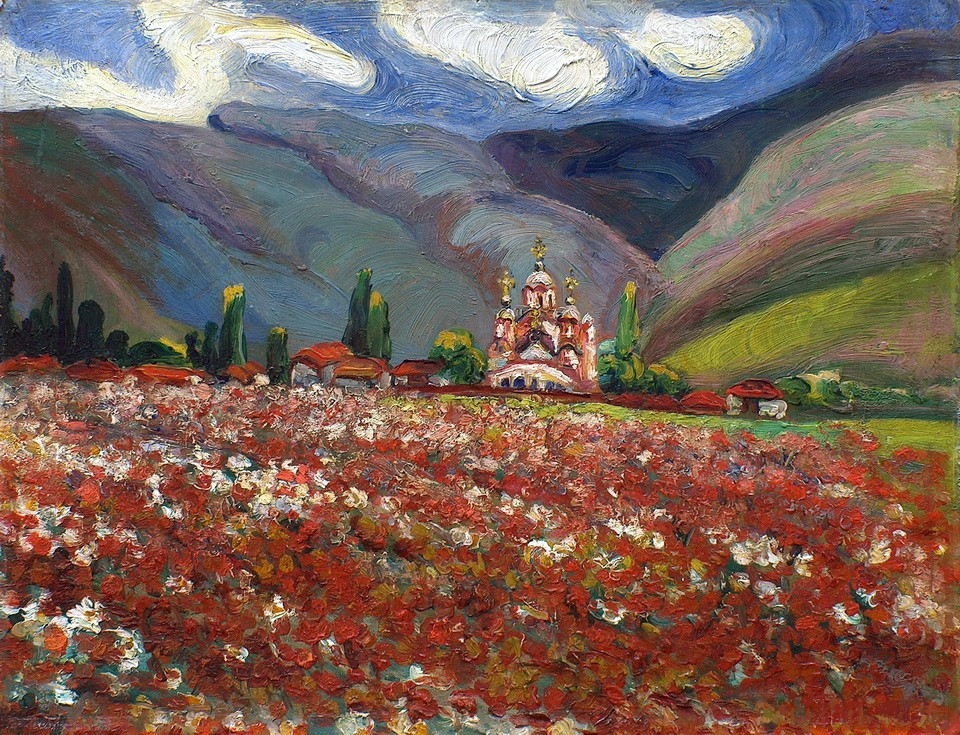
Die vielbesungenen Pfingstrosen des Kosovo vor dem Kloster Gračanica in impressionistischer Darstellung Nadežda Petrovićs im Zweiten Balkankrieg 1913, ein Jahr nach dem Ende der osmanischen Herrschaft über den Kosovo

Neben dieser offiziellen Entwicklung, die sich das Bürgertum aus der „nationalen Tradition“ schuf, gab es auch alte und vielfältige Volkstraditionen um den Veitstag, bei denen die Sagen und Legenden um die Schlacht ins bäuerliche Brauchtum, das auch von heidnischen Vorstellungen geprägt war, eingegangen waren. Beispielsweise überreichte der Hausherr am Abend vor dem Fest einem jeden einen Strauß Pfingstrosen, worauf die Beschenkten antworteten: „Ich werde wie jener sein, der sein Blut auf dem Amselfeld vergoss.“ Die Amselfelder Pfingstrosen galten als aus dem vergossenen Blut der Amselfelder Helden gewachsen, wobei die roten aus serbischem und die blauen aus „türkischem“ Blut stammen sollten.
Insbesondere unter den Gebildeten gab es dagegen eine Tendenz, sich von Mythisierungen abzusetzen und eine wissenschaftliche und historische Perspektive einzunehmen. Durch die Analyse der Quellen wurde versucht, zu einer realistischen Vorstellung der Schlacht zu kommen. Besonders der Verrat Brankovićs wurde verworfen.
Auch viele Künstler arbeiteten in den verschiedenen Kunstgattungen daran, die Überlieferungen modern und in nationaler Form auszudrücken. Als beispielsweise 1904 der erste Film in Serbien gedreht wurde, überredete man den englischen Regisseur den Kosovo-Mythos zu integrieren.

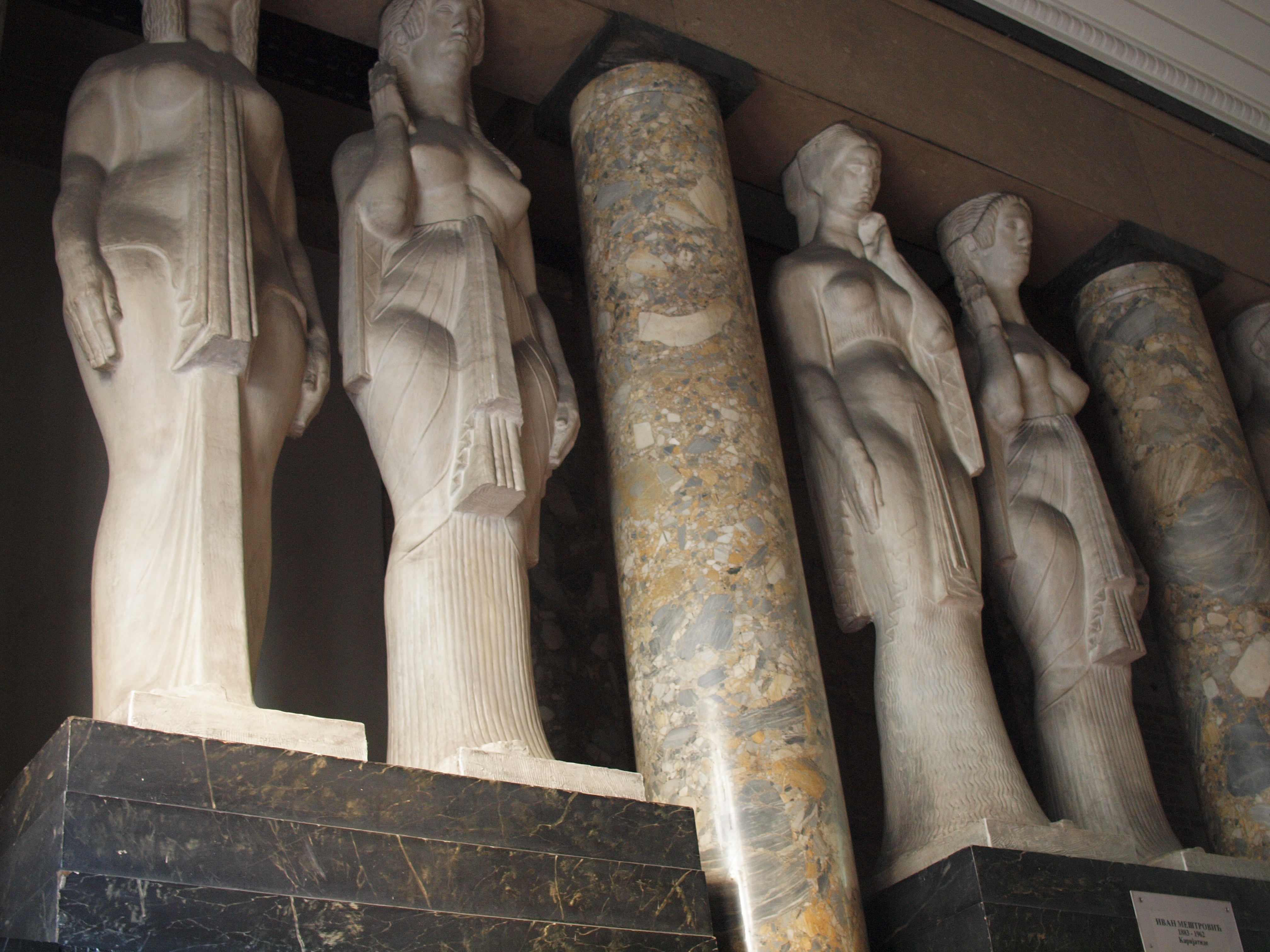
Vier der zwölf Karyatiden des Vidovdan-Tempels, dem von Ivan Meštrović etwa von 1905 bis 1911 geplanten, doch nie realisierten Symbol eines fiktiven, geeinten südslawischen Staates. Heute stehen die Karyatiden beiderseits des Haupteingangs im Serbischen Nationalmuseum in Belgrad.

Für die Versuche, den Kosovo-Mythos für die Verwirklichung eines geeinten südslawischen Staates zu nutzen, steht der Entwurf eines Vidovdan-Tempels von dem in Slawonien geborenen Bildhauer Ivan Meštrović. Meštrović hatte dieses Projekt seit etwa 1905 verfolgt, erstmals 1910 auf der Ausstellung der Wiener Secession mit großem Erfolg präsentiert und schließlich den ersten Platz für Bildhauerei gewonnen, als er sein Vidovdantempel-Projekt auf der zu Ehren des fünfzigsten Jahrestages der nationalen Vereinigung Italiens ausgerichteten Esposizione di Roma (Internationale Ausstellung für Kunst, Architektur und Nationale Identität) in Rom 1911 in Form von Skizzen und Skulpturen der Kosovo-Helden (Kosovo-Zyklus) im serbischen Pavillon ausstellte, nachdem ihm dies zuvor für die südslawische Abteilung des Pavillons von Österreich-Ungarn verweigert worden war. Durch eine Kombination westlich-katholischer und byzantinischer Elemente sollte anhand des Kosovo-Mythos an die großen historischen Niederlagen aller südslawischen Völker gemahnt und so der zentrale Gedenkort des zukünftigen Jugoslawiens geschaffen werden.
Im Ersten Balkankrieg von 1912 bis 1913 gelang Serbien die Rückeroberung „Altserbiens“ (insbesondere des Kosovo) von der osmanischen Herrschaft. Unter serbische Kontrolle geriet somit auch wieder das in der ersten Hälfte des 14. Jahrhunderts erbaute Kloster Gračanica, das für die Feierlichkeiten zum Vidovdan eine besondere Rolle einnehmen sollte. In das in der Nähe des historischen Schlachtfeldes gelegene Kloster wurden 1988 bis 1989 zur Vorbereitung der 600-Jahr-Feier der Schlacht auf dem Amselfeld die Reliquien des Fürsten Lazar gebracht. Noch 2012 bezeichnete der serbisch-orthodoxe Patriarch Irinej zur Vidovdanfeier in Priština am 1. Juli und anlässlich der 100 Jahre zurückliegenden Befreiung von der osmanischen Herrschaft das Kloster als „serbisches Jerusalem“: „Das ist unser serbisches Jerusalem. Hier war, ist und wird immer heiliges serbisches Land sein.“ Das als eines der bekanntesten Bauwerke der byzantinischen Kunst geltende Kloster steht heute zusammen mit anderen Kulturobjekten als „Medieval Monuments in Kosovo“ („Mittelalterliche Baudenkmale im Kosovo“) wegen der schwierigen gegenwärtigen Sicherheitslage im Kosovo auf der von der UNESCO geführten Roten Liste des gefährdeten Welterbes.
Der in Serbien begeistert gefeierte Sieg über das Osmanische Reich wurde in der Presse allseits mit der mittelalterlichen Geschichte und der Kosovo-Schlacht verglichen. Auch der Regierung diente die Schlacht auf dem Amselfeld als Legitimation für die Annexion des Kosovo im Sinne der als „mission civilisatrice“ verbreiteten Gepflogenheiten europäischer Machtpolitik, womit sie auch westliche Kommentatoren auf ihre Seite brachte. Am 23. Oktober 1912 fand erstmals nach dem Ende der osmanischen Herrschaft eine Gedenkveranstaltung am Ort der Schlacht auf dem Gazimestan statt. Die Parallelisierung der serbischen Nationalgeschichte mit der Leidens- und Auferstehungsgeschichte Jesu von Nazaret als Heilsgeschichte fand nun ihren scheinbaren Abschluss. Neben der schon zuvor mit einer „Kreuzigung“ verglichenen „Niederlage“ von 1389 wurde nun die Zeit der osmanischen Herrschaft als Zeit des „Todes und Beerdigtseins“ gewertet, die „Rückeroberung“ oder „Befreiung“ des Kosovo im Ersten Balkankrieg aber als „Auferstehung“. Die vorherrschende Sichtweise in Serbien war durch einen starren Dualismus zwischen „Europa“ und „Asien“, „Christentum“ und „Islam“, „zivilisiert“ und „wild“ sowie „Nation“ und „Stamm“ gekennzeichnet, in dem den Albanern der als negativ bewertete Gegenpol zu der eigenen Charakteristik zugewiesen wurde. In der historischen Rückschau sah man die christlichen Serben als das „leidende Volk im Kosovo und in Makedonien“ an, das dort jahrhundertelang „die glückselige christlich-europäische Kultur und Zivilisation vor der asiatischen Barbarei“ verteidigt habe. Das für Europa dieser Zeit typische Dilemma auch des serbischen Nationalismus durch den Widerspruch zwischen den Ansprüchen der Befreiung (nationale Selbstbestimmung, Freiheit von Fremdherrschaft) und der Dynastie (Vision eines mächtigen Großreichs) versuchte man zu lösen, indem die Bevölkerung der aufgrund „historischer Rechte“ beanspruchten Gebiete als eine ursprünglich mit der eigenen Nationalität identische (islamisierte Serben und Kroaten in Bosnien, albanisierte Serben im Kosovo oder Mazedonier, die „eigentlich“ Serben beziehungsweise Bulgaren beziehungsweise Griechen seien) aufgefasst wurde. Den Monarchen ermöglichte die Verknüpfung ihrer dynastischen Interessen mit dem Nationalismus nicht nur, dessen gegen sie gerichtete Aggressionen aufzufangen, sondern geradezu in ihrem Sinne umzukehren und sich selbst an die Spitze dieser starken, neuen Bewegung zu stellen.

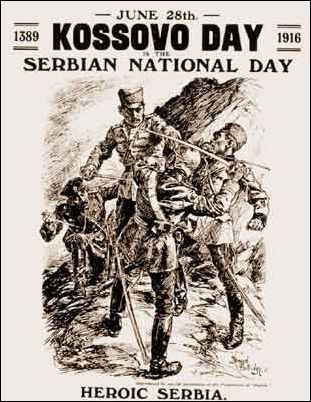
Werbung für den „Kossovo Day“ 1916 – Vidovdan und Kosovo-Mythos als Teil britischer Propaganda für die Solidarisierung mit dem „heroischen“ serbischen Kampf für die „westliche Zivilisation“

1914 erhielt der Kosovo-Mythos erstmals eine weltpolitische Rolle, als der 19-jährige bosnische Serbe Gavrilo Princip am Vidovdan den österreichischen Thronfolger Franz Ferdinand und dessen Frau Sophie Chotek in Sarajevo erschoss. Dass der Besuch des Habsburgerpaares in der bosnischen Provinzhauptstadt ausgerechnet am Veitstag erfolgte, wurde von der nationalistischen serbischen Jugend als Provokation angesehen. Princip war Mitglied der Geheimorganisation Ujedinjenje ili smrt (Vereinigung oder Tod), die sich mit ihrem Namen ausdrücklich auf den Kosovo-Schwur bezog. Der den Bergkranz auswendig beherrschende Attentäter gab an, mit seiner Tat dazu beitragen zu wollen, dass die über 500 Jahre zuvor verlorene Freiheit wiedergewonnen werde. Für den sich darauf entfesselnden Erste Weltkrieg finden sich indes tiefere Gründe in den konkurrierenden Machtinteressen der europäischen Großmächte.
Nach ersten Erfolgen gegen Österreich-Ungarn geriet die serbische Armee ab Sommer 1915 unter einer österreichisch-deutschen Offensive und mit dem Kriegseintritt Bulgariens in schwere Bedrängnis. In dieser schwierigen Zeit spielte wieder der Kosovo-Mythos eine wesentliche Rolle. Nach dem Zusammenbruch Serbiens verkündete Ministerpräsident Nikola Pašić in Entsprechung zu der legendären Entscheidung Lazars: „Besser wir sterben alle als freie Menschen, als daß wir wie Sklaven leben.“ Mit Hilfe des Kosovo-Mythos versuchten serbische Autoren auch, die britische und französische Öffentlichkeit für Serbien und seine Expansionsziele zu gewinnen. Und schließlich bedienten sich britische und französische Autoren seiner, um die Serben in ihrer Rolle als Alliierte der Entente aufzuwerten. In Großbritannien und Frankreich wurde die Schlacht auf dem Amselfeld als „Wendepunkt nicht nur in der serbischen, sondern auch europäischen Geschichte“ und als „Leuchtturm, der die Strahlen der westlichen Zivilisation über das Schwarze Meer wirft“ bezeichnet. Der Weltkrieg, in dem die Verbündeten Großbritannien, Frankreich und Serbien einem Bündnis von Deutschem Reich und Österreich-Ungarn ausgerechnet mit dem Osmanischen Reich gegenüberstanden, wurde als Fortsetzung der heroisch-zivilisatorischen Linie dieser mission civilisatrice dargestellt. Unter dem Einfluss des Historikers Robert W. Seton-Watson erklärte der Jugoslawische Rat in London 1916 den 28. Juni zum Volksfeiertag der Serben, Kroaten und Slowenen und organisierte eine fünfwöchige Feier des Vidovdan. Dieser erlangte über die Verbreitung in Schulen, Kirchen, Kinos und Broschüren eine enorme Publizität mit Hunderttausenden in der britischen Öffentlichkeit erreichter Menschen.
Nach Gründung des serbisch dominierten jugoslawischen Staats (der Friedensvertrag von Versailles wurde am Vidovdan 1919 unterzeichnet, die Vidovdan-Verfassung des Königreichs Jugoslawien wurde am Vidovdan 1921 proklamiert) gelang diesem jedoch keine Umsetzung der inneren Einheit aller „Völker“ des jungen Staats, in dem es kein Mehrheitsvolk gab, das aufgrund seiner zahlenmäßigen und wirtschaftlichen Vorrangstellung die anderen Nationalitäten weitgehend hätte dominieren, integrieren oder assimilieren können. Der Kosovo-Mythos blieb weitgehend ein Symbol für das Streben nach der Einheit der „serbischen“ Regionen. Die theoretischen und angewendeten Antworten folgten einem damals in Europa vorherrschenden Muster, nach dem die überlegene Seite ihre Vorstellungen von Einheit autoritär und notfalls mit Gewalt durchsetzte, während die unterlegene Seite auf eine Möglichkeit wartete aufzubegehren. So blieb in den Augen vieler Serben sowohl das Problem des „Verrats“ virulent als auch das des Undanks für ihren aufopfernden „Kampf für die Freiheit anderer“. Allerdings empfanden sie diesen Undank nun nicht von Seiten Europas, sondern von Seiten der übrigen Südslawen.

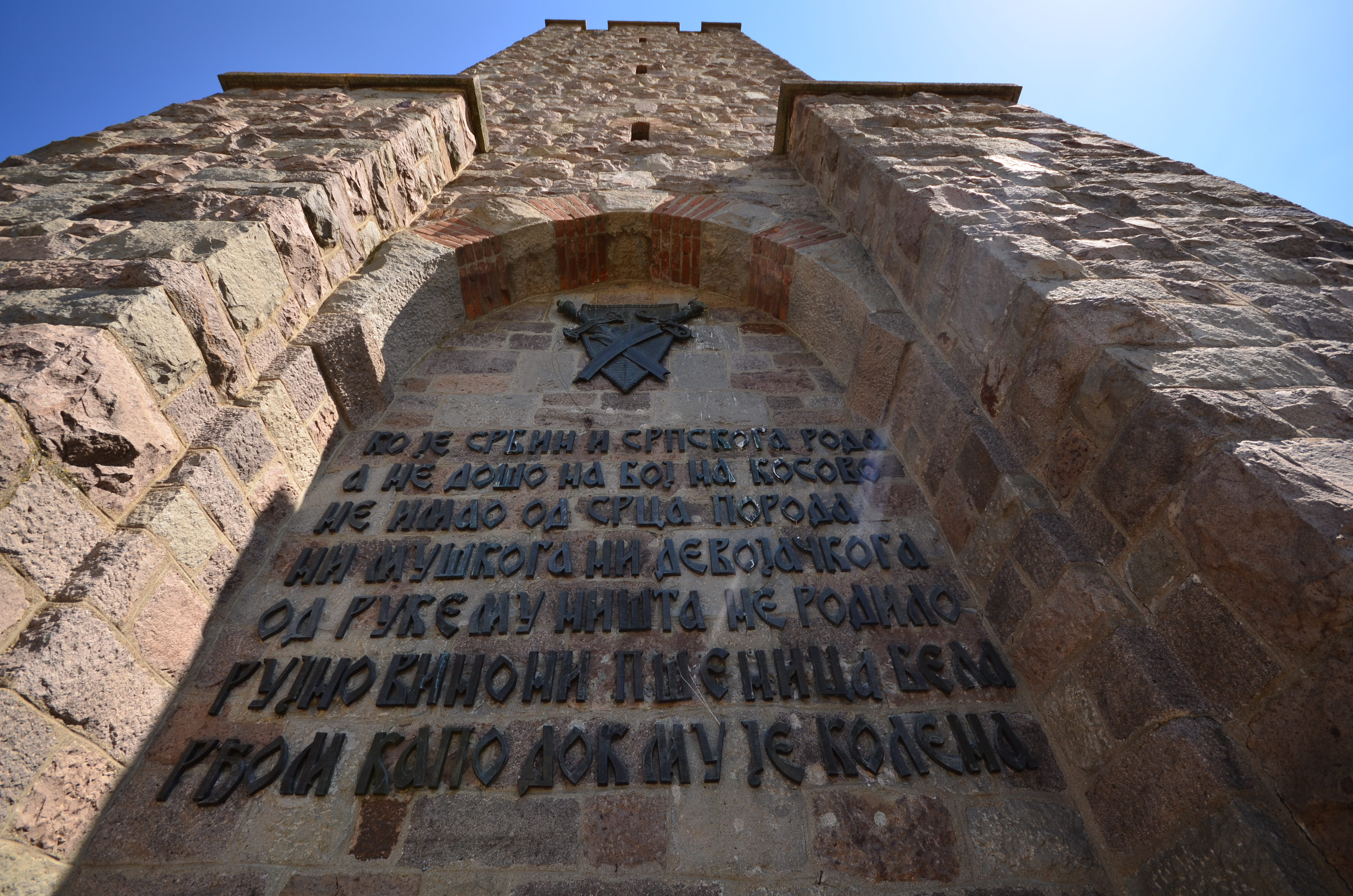
Der Kosovo-Schwur als Inschrift an dem Denkmal der Helden des Kosovo auf dem Gazimestan von 1953: „Wer Serbe ist und serbischen Geschlechts – und nicht zum Kampf auf dem Kosovo [Amselfeld] kommt – ihm mögen keine Kinder aus Herzensliebe geboren werden – weder Junge noch Mädchen – aus seinen Händen möge nichts erwachsen – weder roter Wein noch weißer Weizen ...“

Zur 550-Jahr-Feier versammelten sich am 28. Juni 1939 100.000 Menschen auf dem historischen Schlachtfeld Gazimestan. Als die jugoslawische Regierung am 25. März 1941 zu sehr günstigen Bedingungen dem Dreimächtepakt beitrat, war es die serbische Öffentlichkeit, die heftig protestierte. Serbische Offiziere stürzten die Regierung und ließen Milan Cvetković durch Dušan Simović ersetzen. Am 27. März skandierte eine riesige Menschenmenge in der Belgrader Innenstadt in Bekräftigung des Kosovo-Schwurs „Lieber Krieg als Pakt!“ und „Lieber Tod als Sklaverei!“, und auch der serbische Patriarch Gavrilo Dožić verkündete im Radio: „Wir haben wieder für das himmlische Reich gestimmt, das heißt, für das Reich der göttlichen Wahrheit und Gerechtigkeit, der nationalen Einheit und Freiheit. Das ist ein ewiges Ideal, getragen in den Herzen aller Serben und Serbinnen, behütet und zum Aufflammen gebracht in den Heiligtümern unserer orthodoxen Klöster.“ Obwohl die neue Regierung ihre Unterschrift unter den Vertrag nicht zurückgezogen hatte, entschied sich Adolf Hitler zur Zerstörung Jugoslawiens als Staat und überfiel das Land am 6. April mit der Wehrmacht. Die Luftwaffe griff unter dem Decknamen „Unternehmen Strafgericht“ ohne vorherige Kriegserklärung mit wohl über 600 Kampf- und Jagdflugzeugen die von keiner Luftabwehr geschützte Hauptstadt Belgrad an, wobei Brand- und Splitterbomben weite Teile der Stadt zerstörten und mehr Menschen getötet wurden als bei den vorangegangenen Bombardierungen Warschaus, Coventrys und Rotterdams zusammen. Schon am 17. April hatte das Deutsche Reich den Krieg für sich entschieden und teilte Jugoslawien auf. Nach dem deutschen Überfall und der Besetzung des Landes wurden die ungelösten Nationalitäten-Konflikte unter den ideologischen Einflüssen des Nationalsozialismus und des Faschismus und in den militärischen Gewalteskalationen des Zweiten Weltkriegs ausgetragen. Die Achsenmächte nutzten die Feindschaft zwischen den Balkanvölkern, um ihre Herrschaft in Südosteuropa zu stabilisieren. Die nationalen Gegensätze zwischen Serben auf der einen Seite und Kroaten und Muslimen auf der anderen Seite wurden dadurch bedeutend verschärft. Hunderttausende Serben kamen unter dem faschistischen Ustascha-Regime zu Tode, das radikal serbenfeindlich, antijugoslawisch, antisemitisch und antikommunistisch ausgerichtet war und mit bedingungsloser Härte gegen die serbische Bevölkerung und die orthodoxe Kirche vorging. Die albanische Bevölkerung in Kosovo und Mazedonien profitierte mehrheitlich von der Besatzung und der damit einhergehenden Gewährung von Selbstverwaltungsrechten und solidarisierte sich auch angesichts der Aussicht auf ein nach ethnischen Grenzen definiertes Nachkriegsalbanien weitgehend mit den Besatzern. Dagegen war die serbische Bevölkerung nach der jahrzehntelangen Unterdrückung der albanischen Bevölkerung nun ihrerseits besonders schweren Belastungen ausgesetzt. Im Kosovo nahmen die Albaner an slawischen Kolonisten wie Serben und Montenegrinern massenhaft Rache durch Mord und Vertreibung. In der serbischen Bevölkerung schöpften viele ihren Mut aus den sagenhaften Helden der Kosovo-Schlacht. Am 22. Oktober 1944 wurde nach dem von der kroatischen Ustascha an Serben begangenen Massaker von Glina auf den Ruinen der Kirche von Glina der Gesangsverein „Obilić“ gegründet. Auch Partisanen knüpften an die Kosovo-Schlacht an und verglichen ihre Gefallenen mit den Amselfelder Helden. Am Vidovdan 1948 musste Josef Stalin die seiner Aussage nach „größte Niederlage“ seiner Karriere mit der Verabschiedung der ersten Kominform-Resolution hinnehmen, mit der der beharrlichen Eigenständigkeit der Kommunistischen Partei Jugoslawiens durch ihren Ausschluss aus dem Kominform Rechnung getragen wurde.
Nach dem von weiten Teilen der serbischen Bevölkerung getragenen Sieg der Partisanen und der teilweise erreichten Einigung der Völker gegen die faschistischen Besatzer spielte der Kosovo-Mythos in der sozialistischen Gesellschaft nach dem Zweiten Weltkrieg nur eine geringe Rolle, was besonders zum Jahrestag der Schlacht deutlich wurde. Die Parteiideologen versuchten, mit dem Partisanenkampf neue Mythen zu schaffen, die ebenfalls Einheit, etwas erweitert um „Brüderlichkeit“, und Heldentum ins Zentrum stellten. In dieser Zeit übernahm daher die Serbisch-Orthodoxe Kirche die Aufrechterhaltung der Erinnerung an die Schlacht auf dem Amselfeld.

### Statusentwicklung der serbischen Autonomen Provinz Kosovo

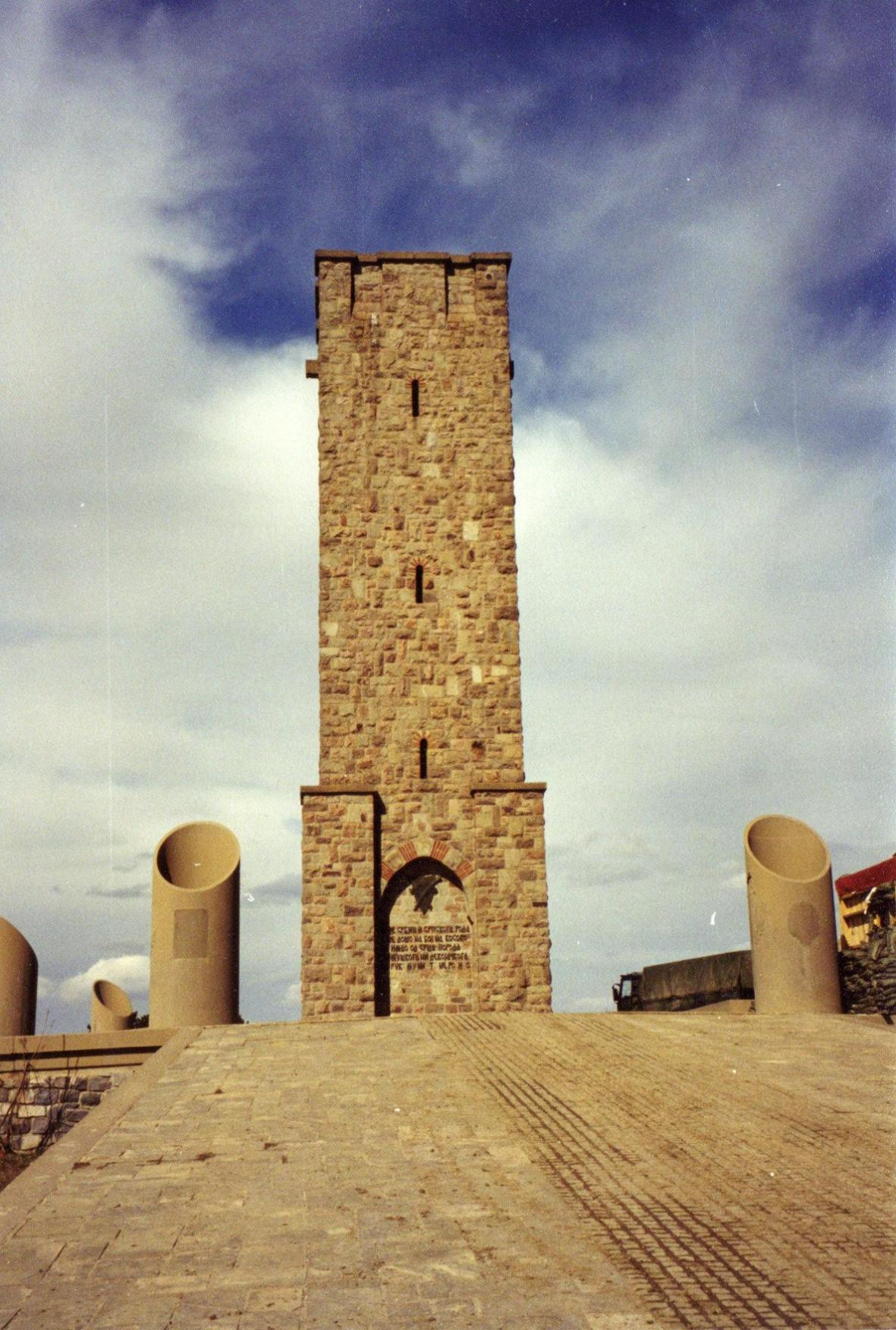
Das einem mittelalterlichen Turm nachempfundene und 1953 errichtete Denkmal der Helden des Kosovo auf dem Gazimestan, entworfen von Aleksandar Deroko

Unter Führung Josip Broz Titos war in Jugoslawien die Umsetzung der Autonomierechte der kosovo-albanischen Bevölkerung in der serbischen Autonomen Provinz Kosovo seit dem Bruch Titos mit Josef Stalin 1948 bis 1966 verhindert worden. Umgesetzt wurde diese Politik vom jugoslawischen Vizepräsidenten und Chef des jugoslawischen Geheimdienstes, Aleksandar Ranković.
Nach der Absetzung Rankovićs 1966 wurde der Autonomiestatus der Provinz Kosovo (wie auch der der Provinz Vojvodina) mit Hilfe von Änderungen der jugoslawischen Verfassung von 1967 und 1974 außergewöhnlich stark erweitert, so dass sich der Status der serbischen Provinz Kosovo lediglich durch den Ausschluss des Sezessionsrechts von dem der jugoslawischen Republiken unterschied. Seit 1968 kam es in der Tendenz zu einer Umkehrung der Diskriminierung im Kosovo gegen die Serben, wenn diese auch nicht das Ausmaß der früheren Diskriminierung gegen die Albaner erreichte. Tito hatte mit der Stärkung der beiden serbischen Provinzen Kosovo und Vojvodina die Serbische Republik schwächen wollen, um sein ausgeklügeltes System der Machtbalance in der multiethnischen Föderation aufrechtzuerhalten. Die jugoslawische Führung hielt in der Folge sowohl die bereits seit 1968 von kosovo-albanischer Seite aufkommende Forderung nach einer eigenen Republik nieder als auch die 1976 nicht öffentlich erhobene Forderung der serbischen Führung nach einer Verfassungsänderung zur Kompetenzerweiterung der Serbischen Republik gegenüber ihren Provinzen.
Nach Titos Tod 1980 begannen im Klima einer schweren Wirtschaftskrise die auseinandertreibenden Kräfte innerhalb Jugoslawiens die zusammenhaltenden zu überwiegen. 1981 verhängte die jugoslawische Regierung über mehrere Monate den Ausnahmezustand über die Provinz Kosovo, als es zu schweren Unruhen insbesondere albanischer Studenten gekommen war, die mit der Beanstandung der schwierigen wirtschaftlichen Situation begannen, zunehmend nationalistischen Charakter annahmen und den Republikstatus für den Kosovo forderten. Die Unruhen und ihre von der jugoslawischen Führung getragene Unterdrückung trugen wesentlich zu einer Polarisierung der Volksgruppen der Albaner und Serben im Kosovo bei und führten zu einer landesweiten Verstärkung der Nationalismen in Jugoslawien. Seit der ersten nationalistischen Massenkundgebung der Serben im Kosovo anlässlich des Todes von Aleksandar Ranković 1983, auf der sie über ihre schwierige Lage in der Provinz klagten und eine politische Kurskorrektur der 1974 erfolgten Verfassungsänderung forderten, kam es zunehmend zu zahlreichen Aktionen mit demselben Ziel. Die Serben, die schon etwa seit der Jahrhundertwende die Rolle der „Vorreiter“ und „Kämpfer“ für die Einigung der Südslawen und die Schaffung Jugoslawiens einnahmen und denen im Zweiten Weltkrieg die vorrangige Rolle der „Genozidopfer“ zugekommen war, hatten in Jugoslawien den Vorsprung der ehemals habsburgischen Gebiete, Slowenien und Kroatien, nicht aufholen und weder die militärische noch die ökonomische Macht für eine Vorreiterrolle erlangen können. Serbien hatte nicht die Führungsrolle eines „Piemonts der Südslawen“ erlangt, wie es mit der Parole und dem Vorbild Piemonts als Zentrum der Einigungsbewegung Italiens angestrebt hatte. Zusätzlich gezielt durch Tito in ihrer Rolle mit der extremen Aufwertung der Autonomierechte der serbischen Provinzen Kosovo und Vojvodina geschwächt, ohne selbst entsprechende Minderheitenrechte in anderen jugoslawischen Republiken zu besitzen, sahen sie sich um ihren „Dank“ oder „Lohn“ gebracht und ihre Entwicklung durch den Kosovo zusätzlich erschwert. Denn der Kosovo als ärmste Gegend Jugoslawiens wurde zwar in Jugoslawien als Teil des „weiteren Serbien“ betrachtet, doch konnte die serbische Regierung dort die Politik seit 1967/1974 nicht bestimmen. Erschwerend kam für die serbische Seite hinzu, dass der Kosovo historisch als Symbol des eigenen Opferseins aufgeladen war und in den 1980er Jahren erneut aufgeladen wurde.
Als eine Gruppe serbischer und montenegrinischer Aktivisten 1987 nach Belgrad fuhren und Ivan Stambolić wegen zunehmender Probleme in die Provinz einluden, die Lage im Kosovo zu begutachten, sendete dieser, um nicht selbst in nationalistische Angelegenheiten verwickelt zu werden, Slobodan Milošević, der als westlich orientierter Reformer gegen die Vertreter bürokratisch erstarrter Institutionen eingeschätzt wurde, und der als ehemaliger Direktor der Belgrader Bank über gute internationale Beziehungen in die USA und ökonomische Kompetenz verfügte. Miloševićs Parteinahme für die serbischen, nationalistischen Demonstranten gegen die Polizeikräfte vor Ort im Kosovo mit seiner Äußerung „Es darf euch niemand schlagen“ wurde jedoch als Bruch mit der bis dahin eingehaltenen kommunistischen Linie der Unterdrückung nationalistischer Haltungen angesehen und förderte insbesondere über die rasche und intensive Verbreitung und Wiederholung seiner Worte in Presse und Fernsehen seinen Machtaufstieg und seinen Ruf als nationalistischer Führer der Serben. Innerhalb des Bundes der Kommunisten Serbiens setzte sich nach einem Richtungsstreit mit moderaten Kräften im September 1987 Miloševićs Fraktion bürokratischer Hardliner durch, die einen zentralistischen und zunehmend nationalistischen Kurs anstrebten. Im Herbst 1988 kam es durch Absetzung führender albanischer Politiker im Kosovo zu ersten Erfolgen in der Einschränkung des bisherigen Autonomiestatus', denen im März 1989 nach Protesten und Verhängung des Ausnahmezustands gesetzliche Zusatzbestimmungen für die serbische Verfassung folgten, die die Autonomie faktisch beseitigten, worauf gewaltvolle Aufstände der Kosovo-Albaner ausbrachen, die brutal niedergeschlagen wurden. Während bis zur Mitte der 1980er Jahre im staatlichen serbischen Fernsehen und Radio zwar immer häufiger und ausführlicher über den Kosovo berichtet worden, dabei jedoch nationalistische oder mythisierende Töne vermieden worden waren, stellten sich die regimetreuen Medien nach September 1987 massiv hinter die Forderung zur Einschränkung der Autonomie der serbischen Provinzen Kosovo und Vojvodina. Das Wiederaufleben des nationalen Gedankenguts in der konfliktreichen Zeit der wirtschaftlichen Misere trug wesentlich zur Stärkung der serbisch-orthodoxen Kirche bei. Von Seiten der Kirche gab es auch Ansichten, die die metaphysische oder ideelle Bedeutung des Kosovo für die Serben oder das Serbentum hervorhoben. Der Priester Božidar Mijač beispielsweise sah die serbische Identität in Form der zahlreichen kirchlichen Stätten im Kosovo von der Majorität der Kosovo-Albaner in der Provinz bedroht und als schutzbedürftig an, da sie für die Minderheit der Serben und Montenegriner im Kosovo einen metaphysischen bedeutenden Ort böten, an dem die Ideogenese der serbischen Nation stattgefunden habe.
1988 wurden die sterblichen Überreste des Fürsten Lazar aus dem von Lazar gestifteten Kloster Ravanica, wohin sie nach der Schlacht auf dem Amselfeld von 1389 gebracht worden waren, von der Kirche durch die Bistümer von Zvornik, Tuzla, Šabac und Valjevo, Šumadija und Žiča in das Kloster Gračanica gebracht. Der Transfer der Reliquien des Fürsten durch die vielen „heiligen“ Orte in serbisch besiedelten Regionen von Herbst 1988 bis Winter 1989 durch die Kirche wurde von vielen Menschen genutzt, ihre religiös-nationale Verehrung bei der Ankunft der Reliquien auszudrücken.
Nach dieser Vorbereitung fand als Höhepunkt der Feierlichkeiten unter Vorsitz der serbisch-orthodoxen Kirche am 28. Juni 1989 mit großem Aufwand und unter reger Beteiligung der Bevölkerung die 600-Jahr-Feier der Schlacht auf dem Amselfeld statt. An der Feier nahmen vermutlich über eine Million Menschen teil.
Zwei Tage vor der Veranstaltung veröffentlichte Der Spiegel ein Interview mit Ibrahim Rugova, in dem dieser behauptete, die Serben träten nun als Rächer von Ranković auf. Die „rein serbische, chauvinistische Feier“ sei eine Provokation, die die Beteiligung der Albaner an der Schlacht auf Seiten der christlichen Armee verschweige und zu blutigen Auseinandersetzungen führen könne: „Bedenken Sie nur: Eine Million aufgeputschter Serben, die sich in Hotels, Pensionen und sogar in Privatzimmern im ganzen Kosovo einquartieren. Da wird getrunken und geprahlt. Ein falsches Wort kann wie der Funke am Pulverfaß wirken.“

## Bekannte Versionen der Rede
Für die Rede liegen verschiedene Übersetzungen vor, die in ihrer Anordnung und in ihrem Inhalt teilweise merklich voneinander abweichen.
Nach Polónyi wurde die etwa 15 Minuten dauernde Ansprache von Milošević offenbar trotz ihrer absehbaren Relevanz als historische Rede weder von den Fernseh- und Rundfunkanstalten in Serbien noch von denen in Deutschland oder Österreich komplett als Ton- oder audiovisuelles Medium archiviert, so dass ein sorgfältiger Vergleich der bestehenden Fragmente und Fassungen notwendig ist, um die tatsächlichen Äußerungen Miloševićs von den Gerüchten zu trennen. Beim Milošević-Prozess vor dem Haager Tribunal (ICTY) ließ Milošević im Rahmen seiner Verteidigung im Januar 2005 ein Video mit der Rede abspielen, das öffentlich mit dem Voice-over-Ton der Serbisch/Englisch-Dolmetscherin des Gerichts im Internet unter Zuhilfenahme entsprechender Software (die offizielle Internetseite des ICTY verweist z. B. auf den RealPlayer) online abgespielt werden kann, und zu dem auch Transkripte in englischer und französischer Sprache vom ICTY im Internet verfügbar sind. Auch auf bekannten Internet-Videoportalen existieren inzwischen komplette Fassungen der Rede als Ton- und Videodokumente.

### Serbische Fassungen
- Die serbische Tageszeitung Politika druckte die Rede am 29. Juni 1989 ab.[67]

- Eine von Đorđe Jevtić in seinem Buch „Bitka za Kosovo“ von 1998 abgedruckte Fassung enthält gegenüber der Politika-Fassung neben einer Reihe von Fehlern und einer erheblichen Veränderung der Reihenfolge der Absätze auch eine längere, gekennzeichnete Auslassung.[68]

- Eine weitere serbische Fassung wurde zwischenzeitlich von dem Projekt Wikisource bereitgestellt,[69] inzwischen aber wieder entfernt.

### Deutsche Übersetzungen
- Die FAZ veröffentlichte am 28. Juni 1999, also zum zehnten Jahrestag der Rede und kurz nach dem Krieg der NATO gegen Jugoslawien, eine deutsche Übersetzung der Rede, die einer Vorlage folgt, welche von der slowenischen Nachrichtenagentur STA (Slovenska tiskovna agencija) übermittelt und unter Mitarbeit von Tamara Labas übersetzt wurde.[70]

- Die von Jürgen Elsässer erstmals in der Zeitschrift konkret 2001 vorgestellte deutsche Übersetzung von Donka Lange folgt einem Abdruck in der Politika.[71]

- Ralph Hartmann übersetzte Teile der Rede nach Angaben von Milošević, die dieser vor dem Haager Tribunal (ICTY) gegeben hatte.[72][2]

- Carl Polónyi orientierte sich in seiner 2010 veröffentlichten Übersetzung an der in der Politika. abgedruckten Fassung und markierte dabei Unterschiede und Besonderheiten der vorgenannten deutschen Übersetzungen.[2]

### Englische Übersetzungen
- Es existiert eine auf den 28. Juni 1989 datierte Übersetzung der BBC, in der eine Reihe von Stellen als akustisch nicht verständlich markiert sind.[73]

- Das Haager Tribunal (ICTY) hat eine auf der BBC-Übersetzung beruhende Fassung erstellt, in der die zweifelhaften Stellen von den Verteidigern Miloševićs ergänzt oder bearbeitet wurden.[2]

- Das US-Handelsministerium hat eine offenbar ebenfalls auf der BBC-Übersetzung beruhende Fassung erstellt, die zwischenzeitlich auch für das Projekt Wikisource. verwendet, aber dort inzwischen gelöscht wurde.[74][75][76]

### Bewertung der unterschiedlichen Fassungen
Die beiden serbischen Fassungen aus der Politika und von Jevtić unterscheiden sich inhaltlich nicht wesentlich.
In den deutschen Fassungen kam es dagegen zu inhaltlichen Abweichungen vom serbischen Original und zu längeren Auslassungen. Die in der FAZ abgedruckte und in der Einleitung als „eine von Chauvinismus durchwirkte Rede“ bezeichnete Fassung wirkt durch die teils gekennzeichneten, teils ungekennzeichneten Auslassungen und inhaltlichen Änderungen deutlich aggressiver als das serbische Original.
Die von Donka Lange vorgenommene und von Jürgen Elsässer verwendete Übersetzung neigt dagegen dazu, die nationalistisch gefärbten Spitzen aus der serbischen Rede abzuschwächen (und übersetzt z. B. teilweise „Tapferkeit“ statt „Heldentum“ oder „Kämpfe“ statt „Schlachten“).
Neben der Untersuchung von Polónyi (2010) existierte eine Videofassung der Amselfeldrede auf dem Video-Portal YouTube, die zu dem serbischen oder serbokroatischen Ton eine Übersetzung in englischen Untertiteln und zusätzlich abweichende Übersetzungen der FAZ vom 28. Juni 1989 (im deutschen Original und mit englischer Übersetzung) bot. Die englischen Untertitel hielten sich mit Ausnahme weniger Stellen (an einer Stelle wird die Erwähnung der Ablehnung „nicht-arbeitender Menschen“ ausgelassen, an einer anderen Stelle wurde die Angabe „sechs Jahrhunderte“ entsprechend der tatsächlichen Rede zu „fünf Jahrhunderte“ korrigiert) exakt an die Übersetzung des US-Handelsministeriums.
| Polónyi | FAZ/Labas |
| --- | --- |
| An diesem Ort im Herzen Serbiens, auf dem Feld der Amseln, hat sich vor sechs Jahrhunderten, vor genau 600 Jahren, eine der größten Schlachten jener Zeit ereignet. | An diesem Platz, auf diesem Fleck im Herzen von Serbien, auf dem Amselfeld des Kosovo, fand vor 600 Jahren eine der größten Schlachten aller Zeiten statt. |
| Heute ist schwer zu sagen, was an der Kosovo-Schlacht historische Wahrheit und was Legende ist. Heute ist das aber auch nicht mehr wichtig. Das Volk erinnerte sich und vergaß, niedergedrückt von Leid und voller Hoffnung, wie übrigens auch jedes andere Volk der Welt. Es schämte sich des Verrats und verherrlichte das Heldentum. | Wahrheit und Legende liegen nahe beieinander in der Geschichte der Schlacht auf dem Amselfeld. Von dem Leiden der Jahre erdrückt und doch voller Hoffnung, sind unserem Volk einige Erinnerungen geblieben. Es verschmähte den Verrat und pries das Heldentum. |
| Die Zugeständnisse, die viele serbische Führer auf Kosten ihres Volkes machten, hätte kein Volk der Welt, weder historisch noch ethisch, akzeptiert. | Kein Volk der Welt könnte unter ethnischen und historischen Gesichtspunkten die Zugeständnisse akzeptieren, welche die verschiedenen serbischen Führer zu Lasten ihres Volkes gemacht haben. |
| Dank ihrer Führer und Politiker und deren Vasallenmentalität fühlten sie sich deshalb nicht nur schuldig gegenüber anderen, sondern sogar auch gegenüber sich selbst. Die Zwietracht unter den serbischen Politikern hat Serbien zurückgeworfen und ihre Minderwertigkeit hat Serbien erniedrigt. So war es für Jahrzehnte. So sind wir heute auf dem Feld der Amseln, um zu sagen, dass es nicht mehr so ist. Es gibt keinen günstigeren Ort in Serbien als das Feld der Amseln, um das zu sagen. Und es gibt daher auch keinen günstigeren Ort als das Feld der Amseln, um zu sagen, dass die Eintracht dem serbischen Volk und Serbien und jedem seiner Bürger, unabhängig von seiner nationalen oder religiösen Zugehörigkeit, Wohlstand ermöglichen wird. | Die Uneinigkeit unter den serbischen Politikern, verbunden mit einer Vasallenmentalität, trug zur Erniedrigung Serbiens und dazu bei, es minderwertig erscheinen zu lassen. So ging es über Jahre und Jahrzehnte. Heute nun sind wir hier auf dem Amselfeld versammelt, um zu sagen, daß diese Zeit abgelaufen ist... |
| Daher ist der Zukunftsoptimismus, der heute in Serbien in großem Umfang anzutreffen ist, insofern real, als er auf Freiheit gründet, die allen Menschen ermöglicht, ihre positiven, schöpferischen und humanen Fähigkeiten zur Verbesserung der gesellschaftlichen Verhältnisse und des eigenen Lebens auszudrücken. | Daher ist der Optimismus, der heute in Serbien mit Blick auf seine Zukunft vorherrscht, realistisch... |
| In Serbien haben nie nur Serben gelebt. Heute leben in ihm mehr Bürger anderer Völker und Nationalitäten als früher. Das ist kein Handicap für Serbien. Ich bin ehrlich davon überzeugt, dass das sein Vorteil ist. In diesem Sinn verändert sich die nationale Zusammensetzung fast aller, vor allem der entwickelten Länder der gegenwärtigen Welt. Immer mehr und immer erfolgreicher leben Bürger unterschiedlicher Nationalität, unterschiedlichen Glaubens und unterschiedlicher Rasse zusammen. | Niemals in der Geschichte war Serbien nur von Serben bewohnt. Heute mehr als jemals zuvor leben hier Bürger aller ethnischen und nationalen Gruppen. Dies ist kein Handikap für das Land. Ich bin aufrichtig davon überzeugt, daß dies ein Vorteil ist... |
| Vor allem der Sozialismus als fortschrittliche und gerechte demokratische Gesellschaftsform dürfte nicht erlauben, dass die Menschen nach ihrer Nationalität und ihrem Glauben aufgeteilt werden. Die einzigen Unterschiede, die im Sozialismus erlaubt sein können und erlaubt sein müssen, sind die zwischen den Arbeitenden und den Untätigen, zwischen den Ehrlichen und den Unehrlichen. Daher sind alle, die in Serbien ehrlich von ihrer Arbeit leben und andere Menschen und andere Nationalitäten achten - in dieser Republik zu Hause. | Der Sozialismus als eine progressive und demokratische Gesellschaftsform darf eine Trennung nach Nationalität und Religion im Zusammenleben nicht erlauben. Der einzige Unterschied, der im Sozialismus erlaubt ist, ist der Unterschied zwischen arbeitenden Menschen und denen, die nichts tun, zwischen ehrenhaften und unehrenhaften Menschen. Deshalb verdienen alle, die in Serbien rechtschaffen von ihrer Arbeit leben, den Respekt der anderen. |
| Jugoslawien ist eine multinationale Gemeinschaft, und sie kann nur unter der Bedingung der völligen Gleichberechtigung aller in ihr lebenden Nationen bestehen. Die Krise, die Jugoslawien getroffen hat, hat zu einer nationalen, aber auch zu einer sozialen, kulturellen und zu vielen weniger wichtigen Spaltungen geführt. Unter all diesen Spaltungen haben sich als die dramatischsten die nationalen Spaltungen gezeigt. Ihre Beseitigung wird die Beseitigung anderer Spaltungen erleichtern und die Folgen, die diese anderen Spaltungen hervorgerufen haben, mildern. | Jugoslawien ist eine multinationale Gesellschaft und kann nur auf der Grundlage völliger Gleichberechtigung aller hier lebenden Nationen überleben... |
| In der Zeit, als sich diese berühmte historische Schlacht auf dem Kosovo abspielte, schauten die Menschen zu den Sternen und warteten auf ihre Hilfe. Heute, sechs Jahrhunderte später, schauen sie erneut zu den Sternen und warten darauf, sie zu erobern. | Zur Zeit der berühmten Kosovo-Schlacht haben die Menschen die Sterne um Hilfe gebeten. Heute, sechs Jahrhunderte später, schauen sie wieder in die Sterne und bitten für den Sieg. |
| Im Gedächtnis des serbischen Volkes ist diese Zwietracht für die Verluste und das Verhängnis entscheidend gewesen, die Serbien ganze fünf Jahrhunderte ertragen musste. Und selbst, wenn es vom historischen Gesichtspunkt nicht so wäre, bleibt die Gewissheit, dass das Volk seine Zwietracht als sein größtes Unglück erlebt hat. | Dem serbischen Volk bleibt die Zwietracht, die zur militärischen Niederlage führte, schicksalhaft in Erinnerung. Serbien hat seine Uneinigkeit über fünf Jahrhunderte als ein einziges großes Unglück erfahren. |
| Und ein solches Bewusstsein der gegenseitigen Beziehungen stellt eine elementare Notwendigkeit auch für Jugoslawien dar, denn sein Schicksal liegt in den vereinten Händen all seiner Völker. | ... |
| Sechs Jahrhunderte später stehen wir heute wieder in Schlachten und vor Schlachten. Sie werden nicht mit Waffen geführt, obwohl auch solche noch nicht ausgeschlossen sind. Aber egal, was für welche es nun sind, diese Schlachten können nicht gewonnen werden ohne Entschlossenheit, Tapferkeit und Opferbereitschaft. Ohne jene guten Eigenschaften, die damals, vor langer Zeit, auf dem Amselfeld vorhanden waren. Unsere Hauptschlacht verbindet sich heute mit der Verwirklichung wirtschaftlicher, politischer, kultureller und allgemeiner gesellschaftlicher Prosperität. Für die schnellere und erfolgreichere Annäherung an die Zivilisation, in der die Menschen im 21. Jahrhundert leben werden. Für diese Schlacht benötigen wir das Heldentum besonders. Ein etwas anderes Heldentum, versteht sich. Aber jene Beherztheit, ohne die nichts Ernsthaftes und Großes auf der Welt erreicht werden kann, bleibt unverändert, bleibt auf ewig notwendig. | Sechs Jahrhunderte später befinden wir uns wieder in Kriegen und werden mit neuen Schlachten konfrontiert. Dies sind keine bewaffneten Schlachten, obwohl diese nicht ausgeschlossen werden können. Aber unabhängig von der Art der Schlachten können diese nicht gewonnen werden ohne Entscheidungskraft, Tapferkeit und Selbstaufopferung - Qualitäten, die im Kosovo so lange vorher schon gang und gäbe waren. Unser heute wichtigster Kampf gilt dem Ziel, wirtschaftlichen, politischen, kulturellen und allgemeinen sozialen Wohlstand zu erreichen. Für dieses auch zivilisatorische Bemühen an der Schwelle zum 21. Jahrhundert benötigen wir besonderen Heroismus. Es erübrigt sich zu sagen, daß die Tapferkeit, ohne die nichts Ernsthaftes und Großes in der Welt erreicht werden kann, unverändert und auf ewig notwendig bleibt. |

## Rezensionen und Bewertungen der Rede in Presse und Politik
Es ist in den Medien teilweise zu einer Kolportage einer Reihe von falschen Aussagen aus der Rede gekommen, die nicht nur Details, sondern den gesamten Charakter der Rede betreffen.
Beispiele für internationale Stimmen, die der Rede einen scharfen nationalistischen Charakter zuschreiben, sowie Gegenstimmen:

“[...] when the 600th Anniversary of the Kosovo Battle with the Turks was held at Gazimestan in 1989, Slobodan Milosevic stated that he will »unite all Serbs into one state, either with institutional or non-institutional measures, even with weapons if necessary«, what was done in 1991.”

„[...] als 1989 die 600-Jahrfeier der Schlacht mit den Türken auf dem Amselfeld am Gazimestan abgehalten wurde, erklärte Slobodan Milošević, dass er »alle Serben in einen Staat vereinen werde, ob mit institutionellen oder mit nicht-institutionellen Maßnahmen, sogar mit Waffen falls notwendig«, was 1991 in die Tat umgesetzt wurde.“

“Nine years ago today, Milosevic's fiery speech here to a million angry Serbs was a rallying cry for nationalism and boosted his popularity enough to make him the country's uncontested leader.”

„Heute vor neun Jahren war Miloševićs glühende Rede hier vor einer Million wütender Serben ein Schlachtruf für Nationalismus und trieb seine Popularität hoch genug, um ihn zu dem unbestrittenen Führer des Landes zu machen.“

“But it is primitive nationalism, egged on by the self-deluding myth of Serbs as perennial victims, that has become both Mr Milosevic's rescuer (when communism collapsed with the Soviet Union) and his nemesis. It was a stirringly virulent nationalist speech he made in Kosovo, in 1989, harking back to the Serb Prince Lazar's suicidally brave battle against the Turks a mere six centuries ago, that saved his leadership when the Serbian old guard looked in danger of ejection. Now he may have become a victim of his own propaganda.”

„Doch es ist primitiver Nationalismus, angestachelt durch den selbsttäuschenden Mythos der Serben als ewige Opfer, der sowohl die Rettung von Herrn Milošević wurde (als der Kommunismus mit der Sowjetunion zusammenbrach) als auch sein Untergang. Es war eine mitreißend ansteckende Nationalistenrede, die er im Kosovo 1989 gehalten hatte, mit Rückgriff auf die selbstmörderisch mutige Schlacht des serbischen Fürsten Lazar gegen die Türken läppische sechs Jahrhunderte zuvor, die seine Führerschaft sicherte, als die alte serbische Garde in Gefahr schien, hinausgeworfen zu werden. Nun dürfte er ein Opfer seiner eigenen Propaganda geworden sein.“

„»Die Zeit der Erniedrigung Serbiens ist abgelaufen«. Mit einer von Chauvinismus durchwirkten Rede hat Milosevic vor zehn Jahren im Kosovo eine für den Balkan verhängnisvolle Entwicklung in Gang gesetzt.“

Durch das Auslassen von Teilen der Rede ließ sich im FAZ-Artikel die jedoch nur scheinbar zitierende Überschrift „Die Zeit der Erniedrigung Serbiens ist abgelaufen“ mit dem Zusatz „einer von Chauvinismus durchwirkten Rede“ konstruieren. Der langjährige Botschafter der DDR in Jugoslawien, Ralph Hartmann, kritisierte die FAZ scharf für ihre Auslegung der Rede: „Wer, wie die FAZ, das Eintreten des serbischen Präsidenten für die Überwindung der dramatischen nationalen Teilungen in Jugoslawien als unumgängliche Bedingungen für den wirtschaftlichen und sozialen Wohlstand des Landes, für die Eintracht in Serbien als Voraussetzung für das Wohlergehen aller seiner Bürger, ungeachtet ihrer nationalen und religiösen Zugehörigkeit, als »Chauvinismus« diffamiert, entstellt die Wahrheit und versucht, die Öffentlichkeit in die Irre zu führen.“
Der damalige deutsche Bundesverteidigungsminister Rudolf Scharping wies der Amselfeld-Rede einen „großserbischen“ und für ethnische Homogenität eintretenden Charakter zu, für den sich jedoch in keiner der bekannten Versionen der Rede inhaltliche Ansätze finden:

„An diesem Tag sprach Milosevic von »Groß-Serbien« und davon, daß dieses Land ein ethnisch reines sein solle.“

Scharping betrachtete diese Interpretation der Rede zusammen mit anderen schwerwiegenden Anschuldigungen an die serbisch-jugoslawische Führung, insbesondere dem angeblichen Hufeisenplan zur Vertreibung der Kosovo-Albaner und dem Massaker von Račak, als entscheidenden Grund für den Krieg gegen Jugoslawien. Polónyi sieht als Grund für die markanten Äußerungen führender deutscher Politiker in dieser Zeit die „existenzielle Dimension der »humanitären Intervention« [...], die mehr als rationale Begründungen wie die Verhinderung eines drohenden oder bereits begonnenen Völkermords forderte.“ Dies gelte in erster Linie für Rudolf Scharping, „der als Kriegsminister auf einmal die Hauptlast der Rechtfertigung zu tragen hatte“. Unabhängig von der Amselfeldrede beurteilt Polónyi die Behauptung, Milošević habe eine „großserbische Politik“ betrieben, als „zumindest fraglich“. Wenn unter „großserbischer Politik“ verstanden würde, dass eine Vereinigung Serbiens mit allen mehrheitlich serbisch bewohnten oder aus historischen Gründen serbischen Gebieten angestrebt werde, träfe entsprechendes „auch für kroatische und albanische politische Führer der 90er Jahre [zu und stehe] in direktem Zusammenhang mit der verhängnisvollen zentrifugalen Entwicklung in Jugoslawien während der 80er Jahre“. Wenn darunter eine wie in Deutschland immer mitschwingende Assoziation zu Hitlers „Großdeutschem Reich“ gemeint sei, also zu der seit Juni 1943 offiziellen Bezeichnung für ein durch Überfalle auf andere Staaten immer mehr erweitertes Deutschland, treffe dies auf Milošević nicht zu.
Natalija Bašič schrieb der Amselfeldrede die bekannte Aussage von Milošević zu: „Niemand wird euch jemals mehr schlagen“. Diese geht jedoch tatsächlich auf April 1987 zurück, als Milošević aufgebrachten serbischen Demonstranten im Kosovo seinen Rückhalt gegen die Polizeikräfte versichert hatte und damit von der bisher üblichen kommunistischen Linie abrückte, was als Beginn des Karriereaufstiegs von Milošević angesehen wird. Auch die Kunsthistorikerin Bojana Pejic verlegt diesen Ausspruch auf das Jahr 1989, obwohl sie von einer „berühmt-berüchtigten Rede in Priština“ spricht.
Auch die angebliche Aussage: „Nie wieder soll der Islam die Serben unterjochen“ wurde von wissenschaftlicher Seite fälschlicherweise als Bestandteil der Amselfeld-Rede bezeichnet.
In einer kurzen Angaben zu der Amselfeldrede nennt Matthias Rüb, Balkan-Korrespondent der Frankfurter Allgemeinen Zeitung, als einzigen inhaltlichen Punkt die „Ankündigung“ potentiell bevorstehender „Kämpfe“:

„28. 6. 1989: Mindestens 1 Million Serben kommen an der Gedenkstätte Gazimesdan bei Prishtina zur Erinnerung an die »Schlacht auf dem Amselfeld« 600 Jahre zuvor zusammen; Milošević kündigt mögliche Kämpfe an.“

Im selben Sinn stellt auch Naimark die Rede dar und stellt dies in den Zusammenhang eines Willens zur Vermeidung der Abtrennung oder Autonomieerlangung anderer Landesteile Jugoslawiens:

“On June 28, 1989, the 600th Anniversary of the Battle of Kosovo, Milosevic called a mass rally on Kosovo Field, and a million Serbs showed up. Like Hitler descending through the clouds by airplane to attend the Nuremberg rally portrayed in Leni Riefenstahl's »Triumph of the Will«, Milosevic arrived by helicopter amidst a throng of excited supporters to deliver a warning of war and sacrifice: »Serbs in their history have never conquered or exploited others. Through two world wars, they have liberated themselves and, when they could, they also helped others to liberate themselves ... The Kosovo heroism does not allow us to forget that, at one time, we were brave and dignified and one of the few who went into battle undefeated ... Six centuries later, again we are in battles and quarrels. They are not armed battles, though such things should not be excluded yet.« Surrounded by Serbian Orthodox priests, Milosevic repeated the refrain that Serbia had suffered too much to allow Yugoslavia's component parts to fall away through autonomy or separation. Wherever Serb bones lie buried in the soil, Milosevic insisted, that was Serbian territory. Wherever Serb blood was shed, that was the Serbian patrimony.”

„Am 28. Juni 1989 veranstaltete Milošević zum 600. Jahrestag der Schlacht vom Amselfeld eine Massenversammlung am selben Ort, und eine Million Serben strömte zusammen. Wie Hitler in Leni Riefenstahls Film Triumph des Willens mit dem Flugzeug auf dem Parteitagsgelände landete, erschien Milošević mit dem Hubschrauber bei seinen begeisterten Anhängern, um vor Krieg und Opfern zu warnen: »Die Serben haben in ihrer Geschichte niemals andere erobert oder ausgebeutet. In zwei Weltkriegen haben sie sich geopfert, sie haben sich befreit, und wenn sie konnten, auch anderen bei der Befreiung geholfen ... Das Heldentum vom Kosovo erlaubt es uns nicht zu vergessen, daß wir einmal mutig und würdevoll waren und zu den wenigen gehörten, die unbesiegt in den Kampf zogen ... Sechs Jahrhunderte später stehen wir wieder in Schlachten und Streitigkeiten. Es sind noch keine Schlachten mit Waffen, obwohl das nicht auszuschließen ist.« Umgeben von serbisch-orthodoxen Priestern, wiederholte Milošević den Refrain, Serbien habe zuviel gelitten, um die anderen Teile Jugoslawiens durch Autonomie und Trennung ausscheiden zu lassen. Wo immer serbische Gebeine begraben seien, sei serbisches Gebiet, betonte er. Wo immer serbisches Blut vergossen worden sei, sei das Land serbisches Erbe.“

Polónyi weist darauf hin, dass die Verwendung von Metaphern des Krieges in Jugoslawien bereits seit 1987 bekannt ist, wie beispielsweise von dem slowenischen Parteiführer Milan Kučan, der mit Blick auf das 8. Plenum des Zentralkomitees des serbischen Bundes der Kommunisten 1987 gewarnt hatte: „Das Kosovo kann schon bald zu einem Libanon auf dem Balkan werden“.
Häufig wird die Rede als Ausgangspunkt einer nationalistischen Politik Miloševićs bezeichnet:

“In 1953, a memorial tower was built on the site to commemorate the Serbian victims. This tower is in turn remembered today as the place where Slobodan Milosevic launched his nationalist policy when commemorating the 600th anniversary of the battle in 1989”

„1953 wurde eine Turm an dem Standort gebaut, um an die serbischen Opfer zu gemahnen. Dieses Turmes erinnert man sich andererseits heute als den Platz, wo Slobodan Milošević seine nationalistische Politik begann, als er 1989 an den 600sten Jahrestag der Schlacht erinnerte.“

In den Massenmedien werden Interpretationen der Rede nicht immer deutlich von einer wörtlichen Wiedergabe abgesetzt, wie zum Beispiel bei einer Fernsehdokumentation vom ZDF aus dem Jahr 2007:

„Auf dem Amselfeld versichert 1989 der serbische Präsident Slobodan Milosevic: »Das Kosovo bleibt serbisch.«“

In einem Leitartikel der FAZ von 2007 geht Michael Martens von einer vielseitigen Instrumentalisierung des Kosovo-Mythos aus, die vor Milošević, von ihm und über seinen Tod hinaus in der serbischen Politik betrieben worden sei und betrieben werde und den mythisierten Kampf mit der aktuellen Tagessituation gleichsetze:

„Wie praktisch dieser Kosovo-Mythos ist, hat indirekt sogar Milosevic selbst bestätigt, indem er zugab, dass es schwierig sei, zwischen der Legende und der Geschichte der Schlacht zu unterscheiden. Ihm diente die Überlieferung von der serbischen Niederlage sechs Jahrhunderte später als Instrument zur Abschaffung der Zeit. Eine mythische Vergangenheit wurde in die Gegenwart umgepflanzt und tagespolitisch urbar gemacht. Die Schlacht gegen die Türken war nicht länger ferner Waffenlärm aus grauer Vorzeit. Kosovo war gestern. Das zeigte sich auch 1999 im Krieg der Nato gegen "Jugoslawien". In der serbischen Propaganda zum Kosovo-Krieg erschien die Geschichte in Gestalt einer Wiederholungstäterin, mit der westlichen Allianz in der Rolle der Osmanen. Die legendäre Vorlage eignet sich auch deshalb so gut für politische Zwecke, weil eines ihrer zentralen Elemente die Geschichte vom Verräter ist, dem "serbischen Judas" Vuk Brankovic, der die Schuld am Untergang der Serben tragen soll, weil er den Fürsten Lazar im Stich gelassen habe. Kein Serbe will seinen Gegnern Gelegenheit geben, ihn als Brankovic zu diskreditieren. Daher wagt außer einem jungen und bis auf weiteres wohl nebensächlichen Epigonen des ermordeten Reformers Zoran Djindjic auch kein bekannter Politiker in Belgrad, öffentlich aus dem fatalen Konsens auszubrechen, dass Serbien das Kosovo niemals aufgeben dürfe.“

## Wissenschaftliche Kritik und Analyse der Rede
Carl Polónyi weist darauf hin, dass die Rede oft als Ankündigung der späteren Kriege interpretiert worden sei (mit der Stelle: „Heute [ ... ] stehen wir wieder in Schlachten und vor Schlachten. Sie werden nicht mit Waffen geführt, obwohl auch solche nicht ausgeschlossen sei.“), sie aber tatsächlich weniger aggressiv als die auf dem Belgrader Meeting der Brüderlichkeit und Einigkeit am 19. November 1988 gehaltene Rede sei. Er kommt in seiner Analyse der Rede (2010) zu dem Schluss, dass Milošević mit seiner Rede über das zentrale Ereignis der serbischen Geschichte die Gegenwart in eine Kontinuität mit der Vergangenheit stellt, jedoch weder die Auferstehung der mittelalterlichen Helden feiert noch die Gegenwart im Zusammenhang eines ewigen antagonistischen Kampfes bringt, sondern vage fast gleichmäßig nationalistische und sozialistische Erwartungen zu bedienen versucht. Die aktuelle Lage lasse er dabei als von gesundem Selbstbewusstsein, berechtigtem Stolz und Toleranz geprägt erscheinen. In das Zentrum der Rede stelle Milošević die Hauptmotive des Kosovo-Mythos, die Beschwörung der „Einheit“, der „Verrat“ drohe, sowie das Ideal des „Heldentums“. Beides seien Bilder des Krieges, doch würden die Feinde unkonkret bleiben und würden nur indirekt angesprochen werden, wenn es um die Schlachten geht, in und vor denen Serbien stehe und die möglicherweise in Zukunft auch mit Waffen ausgetragen werden könnten. Oder wenn Milošević vom Leid spreche, das Serbien ungerechterweise zugefügt werde. Indem er die reale Bedrohung - wirtschaftlichen, politischen, sozialen und ideologischen Verfall - nur streife oder gar nicht erwähne, beunruhige Milošević seine Zuhörer. Einen Weg aus der Krise weise er nicht durch eine Analyse, sondern indem er die Notwendigkeit der „Einheit“ betone. Indem er auf der „Einheit“ insistiere, vor erneutem „Verrat“ warne und zu
„Heldentum“ aufrufe, lasse er das Szenario eines Krieges erstehen, auch wenn der Wortlaut seiner Rede ganz anderes zu sagen scheine. Trotz des Wortlauts gehe es in der Rede um „Feinde“, die jedoch nur in der Vorstellung des Zuhörers Gestalt annehmen würden.

„Der rote Faden von Milosevics Rede besteht aus zwei Konstanten der serbischen Geschichte, durch die Milosevic so etwas wie einen »Volkscharakter« konstruiert [...]. Die eine ist die Zwietracht, die bis zum Verrat gehe, woran die verlorene Schlacht gemahne [...] Diese lange Einleitung führt zum Lob einer multinationalen Gesellschaft, die Serbien immer gewesen sei - hier wechselt Milosevic in einen sozialistischen Ton. Eine Aufteilung der Gesellschaft nach Nationalität und Religion dürfe gerade der Sozialismus nicht zulassen [...] Gesagt ist damit vor allem, dass alle Befürchtungen einer serbischen Dominanz schlicht absurd seien. Das Problem einer überwältigenden albanischen Bevölkerungsmehrheit im Kosovo und die mit ihr bestehenden schweren Spannungen bringt er zum Verschwinden, indem er betont, Bürger nichtserbischer Nationalität seien kein Handicap für Serbien, es habe sie hier immer gegeben. In der gesamten Rede kommen die im Kosovo lebenden Albaner schlichtweg nicht vor; es wirkt, als existierten sie nicht. Zusammen mit der Zwietracht beschwört er ihr Pendant, die Einheit [...]. Er fasst hierunter sowohl die nationale territoriale Einheit, also die Wiedereingliederung der Vojvodina und des Kosovo in die serbische Republik, als auch die innere Einheit, die Einigkeit unter den Serben. Als zweite Konstante der serbischen Geschichte seit der Kosovo-Schlacht streicht Milosevic das Heldentum heraus. Auch hier spricht er nicht als Propagandist des Mythos, sondern als Politiker, der einen Mythos für seine Politik zu nutzen versteht. Das heute erforderliche Heldentum sei sicher ein anderes als das vor 600 Jahren, denn diesmal gehe die Schlacht um die »Verwirklichung wirtschaftlicher, politischer und gesellschaftlicher Prosperität«, mit anderen Worten, es müsse der Anschluss an die wirtschaftlich mächtigsten Staaten der Erde gefunden werden. Wie Politiker überall auf der Welt unterstreicht Milosevic hierfür die Bedeutung der nationalen Tugenden: Entschlossenheit, Tapferkeit und Opferbereitschaft [...]. Die Rede zeigt zudem einen modernen distanzierten Gebrauch des Mythos. Er ist zwar historiografisch gebrochen, symbolisch jedoch intakt. Milosevic benutzt ihn nicht, um den Rausch des Wiedereintauchens in ihn, also eine nationale Wiedergeburt, zu inszenieren. Aber er hat die zentralen Inhalte des Kosovo-Mythos klar verstanden: einerseits Einheit und die ihr innewohnende Bedrohung durch Zwietracht und Verrat, andererseits Heldentum. Ihm gelingt eine Balance durch eine doppelte Distanz: Distanz zum Mythos (indem er zum Beispiel zweimal einräumt, die geschichtliche Wirklichkeit kenne man nicht genau [...]) und Distanz zur den Mythos brechenden Analyse. Er tippt sowohl den Mythos an (etwa wenn er fragt: »Womit werden wir vor Milos treten?« [...]) als auch die Probleme (das des Nationalitätenstreits und das der wirtschaftlichen Entwicklung), aber er geht weder auf das eine noch auf das andere näher ein. So bleibt seine Rede weitgehend ohne mythisierende, das heißt auch fanatisierende Kraft. Sie ist eher eine flüchtige Skizze der gegenwärtigen Bewegungen im Volk. Wieder einmal erweist sich Milosevic als Führer nicht durch Anstacheln und Aufputschen, sondern indem er Sprachrohr ist. Die verstärkende und mobilisierende Wirkung, die er dabei hat, tritt so leicht in den Hintergrund. Sie ist aber zentral. Als Sprachrohr des Volkes wirkt er akustisch, psychisch und sozial als Verstärker von dessen gerade vorherrschenden Forderungen und Handlungen, er verschafft ihnen Anerkennung und Gewicht.“

Nicht durch Miloševićs Rede, sondern durch ein Zusammenkommen verschiedener Elemente hätte die Feier die Bedeutung einer „nationalen Wiedergeburt“ erhalten. Vor allem sei die Feier als Fest der wiedergewonnenen Einheit, die die „Lehre aus 1389“ gezogen habe, gefeiert worden. Eine Einheit, die auch die Spaltung von Staat und Kirche überwunden habe. Angestrebt werde nun, diese Einheit in Jugoslawien als Ganzem zu verwirklichen. Entscheidend beigetragen haben zu dieser Erwartung und diesem Gefühl - so Polónyi - die Medien, in deren aufgeladener Darstellung die Feier ihre nationalistische Geschlossenheit erst richtig gewann. Polónyi bezeichnet die Einschätzung der Rede als Aufruf für den Krieg insofern als angemessen, als seine strukturelle Analyse der mythologischen Bilder der 600-Jahr-Feier der Kosovo-Schlacht ergebe, dass diese als (Wieder-)Geburt der serbischen Nation bezeichnet werden könne, auch wenn Milošević sie nicht ausdrücklich als solche inszeniert habe:

„Die »Geburt der Nation« findet bereits dann statt, wenn »Opfer« beschworen werden; die künftig real Ermordeten sind darin schon eingeschlossen. Die Feier hatte zum einen das »große Opfer« der Schlacht zum Anlass, zum anderen stand »die Nation« wieder vor »Schlachten«, möglicherweise sogar mit Waffen geführten, und wieder war »Opferbereitschaft« gefragt [...]. Daher ist das weit verbreitete Erschrecken über gerade diesen Satz eine sehr genaue Reaktion. Er ist, trotz der Schwebe, in der Milošević auch ihn zu halten scheint, das Signal der »Geburt« - und damit des Mordens.“

## Auszüge aus der Rede
“[...] Serbia has never had only Serbs living in it. Today more than ever before in the past, we have members of other peoples and nationalities living in it. This is not a disadvantage or handicap to
Serbia in any way. I am truly convinced that it is its advantage. And the national composition of almost all countries in the world today, particularly the developed ones, has been changing in its direction. Citizens of different nationalities, religions, and races have been living together more and more frequently and successfully. Socialism, as a progressive and just democratic society should not allow people to be divided in the national and religious sense. The Kosovo battle and heroism also contains another great symbol, and it is the symbol of heroism. We have poems and literature devoted to it and history is devoted to it, too. The Kosovo heroism has been inspiring our creative endeavours for six centuries. It has been feeding our pride and does not allow us to forget that once upon a time we were a great army, a brave army, and a proud army. One of the few who remained undefeated in defeat. [...] Six centuries later, in the present day today we are again engaged in battles and are having to face battles, but they are not armed battles, although such things cannot be excluded either. However, regardless of what kind of battles we're talking about, they cannot be won without the resolve, bravery and sacrifice of the people, without the noble qualities that were once present here in the Field of Kosovo Polje. Our main battle today concerns the implementation of economic, political, cultural, and general social prosperity to find a quicker and more successful approach to a civilisation in which people will be able to live in the 21st century. It is for this battle that we need heroism in particular. [...] Long live peace and brotherhood among peoples. [...]”

„[...] Niemals haben in Serbien nur Serben gelebt. Heute mehr als jemals zuvor, leben dort Vertreter anderer Völker und Nationalitäten. Dies ist kein Nachteil und kein Handicap für Serbien. Ich bin aufrichtig davon überzeugt, dass dies ein Vorteil ist. Die nationale Zusammensetzung ändert sich in allen Ländern der gegenwärtigen Welt in diese Richtung, speziell in entwickelten Ländern. Menschen unterschiedlicher Volkszugehörigkeit, Religion und Rasse leben immer häufiger und immer erfolgreicher zusammen. Der Sozialismus als eine fortschrittliche und gerechte demokratische Gesellschafts sollte es nicht gestatten, dass Menschen im nationalen oder religiösen Sinn getrennt werden. [...] Die Kosovo-Schlacht enthält noch ein anderes großes Symbol. Das ist das Symbol des Heroismus. Diesem Symbol wurden Gedichte, Tänze, Literatur und Romane gewidmet. Über sechs Jahrhunderte hat der Kosovo-Heroismus unsere Kreativität inspiriert, den Stolz genährt, hat uns davor bewahrt zu vergessen, dass wir einst eine große und tapfere Armee waren und stolz gemacht, auch in der Niederlage unbesiegbar zu sein. [...] Sechs Jahrhunderte später, heute befinden wir uns wieder in Kriegen und werden mit neuen Schlachten konfrontiert. Dies sind keine bewaffneten Schlachten, obwohl diese nicht ausgeschlossen werden können. Aber unabhängig von der Art der Schlacht, können Schlachten nicht gewonnen werden ohne Entscheidungskraft, Tapferkeit und Selbstaufopferung, ohne diese Qualitäten, die im Kosovo so lange vorher schon gegenwärtig waren. Bei unserem heutigen Kampf geht es um die Verwirklichung eines wirtschaftlichen, politischen, kulturellen und allgemeinen gesellschaftlichen Wohlstandes, um einen rascheren und erfolgreichen Weg zu einer Kultur zu finden, in der die Menschen im 21. Jahrhundert leben können. Für diesen Kampf insbesondere brauchen wir Heldentum. [...] Lang lebe der Friede und die Brüderlichkeit unter den Nationen! [...]“